# Trambaix
Trambaix is de benaming voor het tramnet in het zuidwesten van Barcelona naar Baix Llobregat. Op 5 april 2004 werd het netwerk voor het publiek geopend. Het tramnetwerk wordt bereden door drie lijnen die hun begin- of eindpunt aan het Plaça Francesc Macià hebben. Bij elkaar opgeteld zijn de drie lijnen 16,8 kilometer lang.
Het TRAM-consortium, bestaande uit onder andere materieelbouwer Alstom en vervoermaatschappijen  TMB,  FGC en Veolia Transport, ondertekende in 2000 een 25-jarig contract met OV-autoriteit ATM voor de aanleg en exploitatie van het tramnet en de bouw van de trams. Alstom leverde 19 trams van het type Citadis 302.

## Tramlijnen en haltes

### Lijn T1
- Francesc Macià - L'Illa - Numància - Maria Cristina - Pius XII - Palau Reial - Zona Universitària - Avinguda de Xile - Sant Ramon - Can Rigal - Ca n'Oliveres - Can Clota - Pont d'Esplugues - La Sardana - Montesa - El Pedró - Ignasi Iglésias - Cornellà Centre - Les Aigües - Fontsanta i Fatjó - Bon Viatge

### Lijn T2
- Francesc Macià - L'Illa - Numància - Maria Cristina - Pius XII - Palau Reial - Zona Universitària - Avinguda de Xile - Sant Ramon - Can Rigal - Ca n'Oliveres - Can Clota - Pont d'Esplugues - La Sardana - Montesa - El Pedró - Ignasi Iglésias - Cornellà Centre - Les Aigües - Fontsanta i Fatjó - Bon Viatge - La Fontsanta - Centre Miquel Martí i Pol - Sant Martí de l'Erm

### Lijn T3
- Francesc Macià - L'Illa - Numància - Maria Cristina - Pius XII - Palau Reial - Zona Universitària - Avinguda de Xile - Sant Ramon - Can Rigal - Ca n'Oliveres - Can Clota - Pont d'Esplugues - La Sardana - Montesa - Sant Martí de l'Erm - Rambla de Sant Just - Walden - Consell Comarcal